# Patinação artística nos Jogos Olímpicos de Inverno de 1952 - Individual masculino
A competição individual masculina da patinação artística nos Jogos Olímpicos de Inverno de 1952 foi disputado entre 14 patinadores.

## Medalhistas
| Ouro   | USA Dick Button   |
| Prata  | AUT Hellmut Seibt |
| Bronze | USA James Grogan  |

## Resultados
| #                 | Nome               | País                   | PC | PL | Pontos  | Pos. |
| ----------------- | ------------------ | ---------------------- | -- | -- | ------- | ---- |
| Medalha de ouro   | Dick Button        | USA Estados Unidos     | 1  | 1  | 192.256 | 9    |
| Medalha de prata  | Helmut Seibt       | AUT Áustria            | 2  | 5  | 180.144 | 23   |
| Medalha de bronze | James Grogan       | USA Estados Unidos     | 3  | 2  | 180.822 | 24   |
| 4                 | Hayes Alan Jenkins | USA Estados Unidos     | 5  | 3  | 174.589 | 40   |
| 5                 | Peter Firstbrook   | CAN Canadá             | 4  | 4  | 173.122 | 43   |
| 6                 | Carlo Fassi        | ITA Itália             | 6  | 7  | 169.822 | 50   |
| 7                 | Alain Giletti      | FRA França             | 7  | 6  | 163.233 | 63   |
| 8                 | Freimut Stein      | EUA Equipe Alemã Unida | 8  | 8  | 155.956 | 72   |
| 9                 | François Pache     | SUI Suíça              | 9  | 11 | 139.922 | 92   |
| 10                | Adrian Swan        | AUS Austrália          | 12 | 9  | 138.689 | 95   |
| 11                | Kurt Oppelt        | AUT Áustria            | 11 | 10 | 137.033 | 98   |
| 12                | György Czakó       | HUN Hungria            | 14 | 12 | 132.233 | 112  |
| 13                | Kalle Tuulos       | FIN Finlândia          | 13 | 13 | 131.211 | 112  |
| 14                | Per Cock-Clausen   | DEN Dinamarca          | 10 | 11 | 133.722 | 112  |

Legenda
| Recorde mundial      | Recorde mundial (World record)               |                       | Recorde africano                      | Recorde africano (African) |                                           | Q | Classificado por posição (Qualified) |
| Recorde olímpico     | Recorde olímpico (Olympic record)            | Recorde da América    | Recorde da América (Americas)         | q                          | Classificado por melhor tempo (Qualified) |   |                                      |
| Melhor marca do ano  | Melhor marca do ano (World leading)          | Recorde asiático      | Recorde asiático (Asian)              | DNS                        | Não largou (Did not start)                |   |                                      |
| Recorde nacional     | Recorde nacional (National record)           | Recorde europeu       | Recorde europeu (European)            | DNF                        | Não terminou (Did not finish)             |   |                                      |
| Recorde pessoal      | Recorde pessoal do atleta (Personal best)    | Recorde da Oceania    | Recorde da Oceania (Oceania)          | DSQ / DQ                   | Desclassificado (Disqualified)            |   |                                      |
| Recorde da temporada | Recorde da temporada do atleta (Season best) | Recorde sul-americano | Recorde sul-americano (South America) | NM                         | Sem marca (No mark)                       |   |                                      |